# Gößnitz (An der Poststraße)
Gößnitz ist ein Ortsteil der Gemeinde An der Poststraße  im sachsen-anhaltischen Burgenlandkreis.

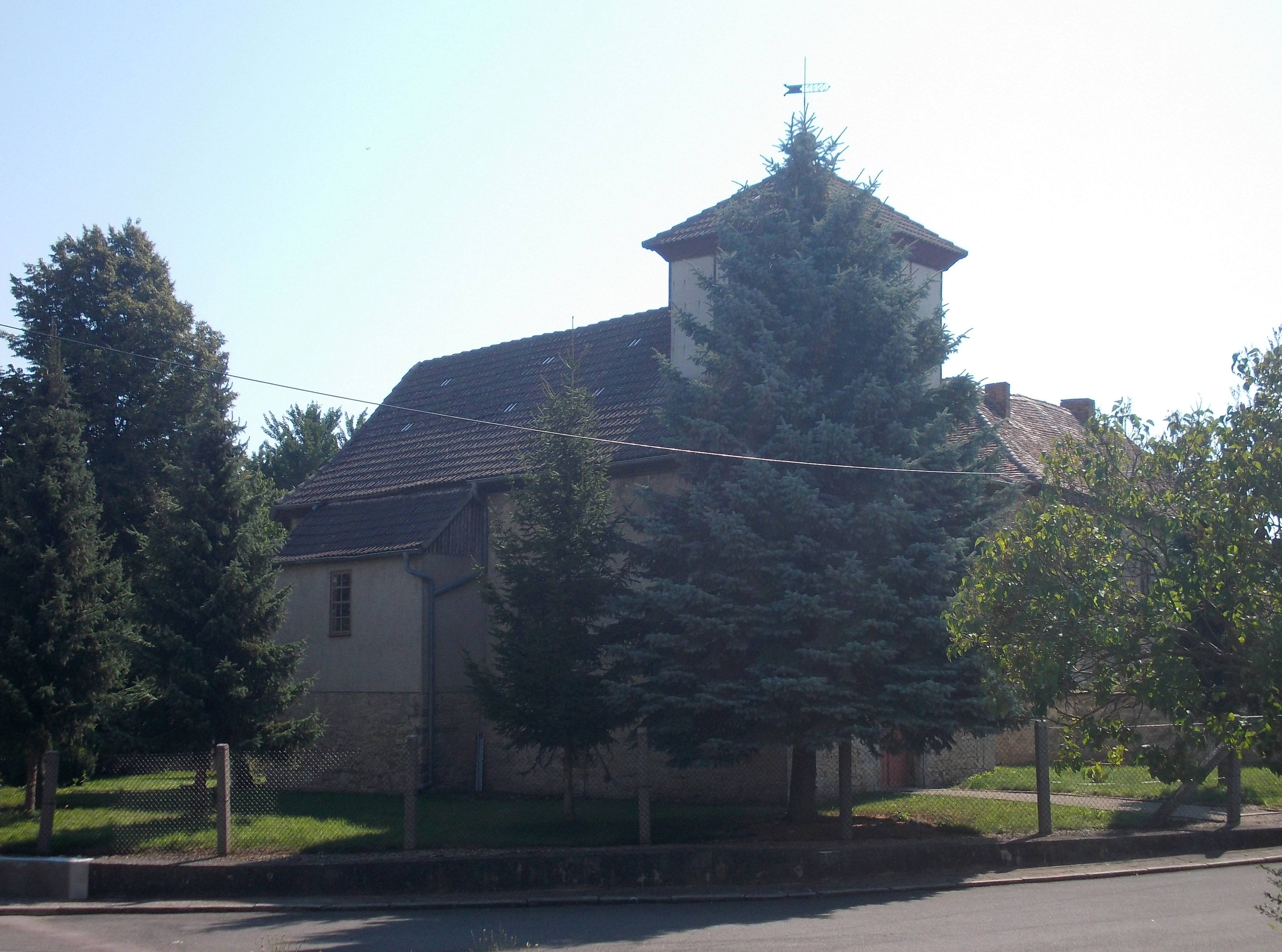
Die Dorfkirche

## Lage
Gößnitz liegt nordöstlich der Stadt Eckartsberga an der Landesstraße 208 in einem landwirtschaftlich erschlossenen Gebiet unweit südwestlich der Stadt Freyburg (Unstrut).

## Geschichte
Das Dorf wurde 1138 erstmals urkundlich erwähnt. Ein Autor fand den 27. Mai 1088 als urkundlich Ersterwähnung. Im Dorf leben 156 Personen. Im 18. Jh. war Friedrich August von Haeseler hier Besitzer des Rittergutes.

## Namensherkunft
Der Name Gößnitz leitet sich von gosse nitca aus dem Sorbischen ab und bedeutet Lager im Wald, weil der Ort zur Zeit seiner Anlegung noch mitten im Wald lag.